# Scranciola
Scranciola is een geslacht van vlinders van de familie tandvlinders (Notodontidae), uit de onderfamilie Notodontinae.

## Soorten
- S. brunneidorsa Kiriakoff, 1964
- S. castanea Kiriakoff, 1967
- S. habilis Kiriakoff, 1965
- S. livida Kiriakoff, 1962
- S. lunula Kiriakoff, 1964
- S. multilineata (Gaede, 1928)
- S. quadripunctata Gaede, 1928
- S. roseimacula Kiriakoff, 1962
- S. rufula (Hampson, 1910)
- S. straminea Kiriakoff, 1962
- S. terminalis Kiriakoff, 1979
- S. unisignata Kiriakoff, 1962